# Iris nelsonii
Iris nelsonii är en irisväxtart som beskrevs av Lowell Fitz Randolph. Iris nelsonii ingår i släktet irisar, och familjen irisväxter. Inga underarter finns listade i Catalogue of Life.